# Ванденберг, Адриан
Адриан Ванденберг (англ. Adrian Vandenberg, Адриан ван ден Берг, нидерл. Adriaan van den Berg; род. 31 января 1954, Энсхеде) — нидерландский рок-гитарист, клавишник, певец, автор песен, художник.
Наиболее известен по работе в группе Whitesnake в 1987—1991, 1994, 1997—1998 годах, а также в группе Vandenberg, которую он основал в 1981 году. В 2013 году Адриан сформировал новую группу, Vandenberg's MoonKings, и записал альбом, который был выпущен в начале 2014 года.

## Биография

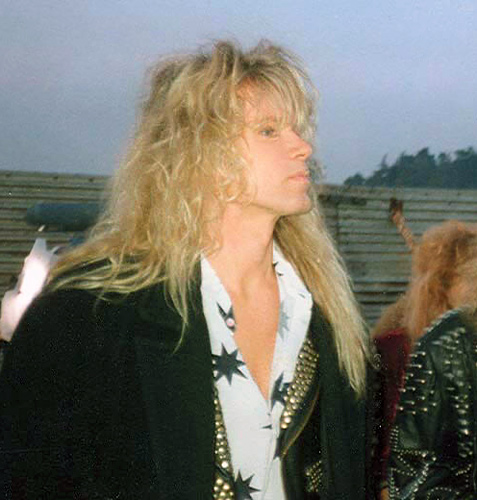
Адриан Ванденберг в 1990 году

### Начало карьеры
Адриан был вначале основным гитаристом нидерландской группы Teaser. Эта группа выпустила в 1978 году альбом с названием Teaser, а потом распалась. Однако подающим надежды гитаристом заинтересовался менеджер Def Leppard Питер Менш. Он помог группе обрести продюсера Фила Карсона, и с его помощью заключить контракт с Atlantic Records. После этого Ванденберг создал свою группу, названную Vandenberg. Эта группа выпустила 3 долгоиграющих пластинки: Vandenberg, Heading for a Storm и Alibi. Наибольшую известность группе принесли баллада «Burning Heart», и «Friday Night». Группа интенсивно гастролировала. После выхода дебютного альбома группа выступала на разогреве у Michael Schenker Group, Kiss и Оззи Осборна.

### Whiteshake
Адриан получил предложение стать гитаристом Whitesnake ещё в начале 1980-х, произведя на Дэвида Ковердэйла впечатление не только гитарным мастерством, но и композиторским талантом. Группа Ванденберга была на тот момент на подъёме, поэтому Адриан отказался. Но к 1986 году под давлением со стороны компании грамзаписи, требовавшей более коммерчески успешного материала, он расформировал Vandenberg и согласился присоединиться к Whitesnake. Первоначально он был нанят как сессионный музыкант, помогая закончить их альбом, Whitesnake (известный как 1987 в Европе) после увольнения остальных участников группы Whitesnake. Он сыграл соло в песне «Here I Go Again», все остальные партии были сыграны ушедшим на тот момент Джоном Сайксом.
После завершения тура «Slip of the Tongue» в 1990 году Дэвид Ковердэйл решил на неопределённое время заморозить активность Whitesnake и начал совместный с Джимми Пэйджем проект. Адриан же решил создать совместный проект с вокалистом Джоном Уэйтом.
В 1994 году Ванденберг вновь играл тур со временно воссоединившимися Whitesnake в поддержку альбома Greatest Hits.

## Дискография
Teaser
- Teaser (1978)

Vanderberg
- Vandenberg (1982)
- Heading for a Storm (1983)
- Alibi (1985)
- The Best of Vandenberg (1988)
- Different Worlds: The Definitive Vandenberg (2004)
- Vandenberg (2020)

Whitesnake
- Whitesnake 1987 (гитара на «Here I Go Again»)
- Slip of the Tongue (1990) (написание аранжировок для гитары)
- Restless Heart (1997)
- Starkers in Tokyo (1997)
- Live at Donington 1990 (2011)

Manic Eden
- Manic Eden (1994)

Другое
- 1990 — Стив Вай — Passion and Warfare (бэк-вокал)